# Phantom Lord
«Phantom Lord» es la séptima canción del álbum Kill 'Em All del grupo de thrash metal Metallica. Fue coescrita por Dave Mustaine. La canción se incluyó en la primera maqueta de la banda, No Life 'til Leather. Es la primera canción de Metallica que incluye guitarras limpias y un sonido melódico en su estructura.
La letra habla sobre una mítica batalla entre una bestia del metal.
La tercera banda en la que estuvo Hetfield antes de estar en Metallica, se llamaba Phantom Lord.
La canción la utilizó el ya difunto luchador profesional Mike Awesome como música de entrada cuando estaba en Extreme Championship Wrestling.

## Créditos
- James Hetfield: voz, guitarra rítmica
- Kirk Hammett: guitarra líder
- Cliff Burton: bajo eléctrico
- Lars Ulrich: batería, percusión

## Versiones
Esta canción fue interpretada por el grupo Anthrax en el álbum ECW Extreme Music.
También el grupo musical Megadeth hizo una versión junto a Jason Newsted, exbajista de Metallica en un concierto en 2013.
Y también fue interpretada por los siguientes grupos musicales en los siguientes álbumes tributo a Metallica.
| Grupo                | Álbum                                     |
| Mobile Mob Freakshow | Metal Militia - A Tribute to Metallica II |
| Lunatic Gods         | Phantom Lords - A Tribute to Metallica    |
| Mystifier            | Overload 2 - A Tribute to Metallica       |
| Anthrax              | A Tribute to the Four Horsemen            |